# Bénédicte Lemmelijn
Bénédicte Lemmelijn (1969) is een Belgische professor Oude Testament aan de KU Leuven en in december 2020 aangesteld als lid van de Pauselijke Bijbelcommissie. 
Lemmelijn is licentiaat in de Godsdienstwetenschappen, licentiaat in de Godgeleerdheid en promoveerde in 1997 tot doctor in de Godgeleerdheid. Ze is gehuwd met haar collega Hans Ausloos.
De taak van de Bijbelcommissie bestaat eruit om maatschappelijke thema’s en specifieke passages te interpreteren in een moderne maatschappij.

## Publicaties
- met Hans Ausloos: La Bible et la vie. Réponses bibliques aux questions d'aujourd'hui (Le livre et le rouleau, 48), Namen – Parijs: Lessius, 2016 (ISBN 978-2-87299-290-4)

- met Hans Ausloos: A Pillar of Cloud to Guide. Text-Critical, Redactional, and Linguistic Perspectives on the Old Testament in Honour of Marc Vervenne (Bibliotheca Ephemeridum Theologicarum Lovaniensium, 269), Leuven – Parijs – Walpole, MA: Peeters, 2014 (ISBN 978-90-429-3084-1)
- met Hans Ausloos en Julio Trebolle Barrera (eds): After Qumran: Old and Modern Editions of the Biblical Texts – The Historical Books (Bibliotheca Ephemeridum Theologicarum Lovaniensium, 246), Leuven – Parijs – Walpole, MA: Peeters, 2012 (ISBN 978-90-429-2573-1)
- met Hans Ausloos: The Book of Life. Biblical Answers to Existential Questions (Louvain Theological and Pastoral Monographs, 41), Leuven – Parijs – Walpole, MA: Peeters; Grand Rapids, MI – Cambridge: William B. Eerdmans, 2010 (ISBN 978-90-429-2296-9)
- met Hans Ausloos en Marc Vervenne (eds): Florilegium Lovaniense. Studies in Septuagint and Textual Criticism in Honour of Florentino García Martínez (Bibliotheca Ephemeridum Theologicarum Lovaniensium, 224), Leuven – Paris – Dudley, MA: Peeters, 2008 (ISBN 978-90-429-2155-9)
- met Hans Ausloos: Bijbelse Wijsheid aan het woord, Leuven – Voorburg: Acco, 2007 (ISBN 978-90-334-6636-6)
- met Hans Ausloos: De bijbel: een (g)oude(n) gids. Bijbelse antwoorden op menselijke vragen, Leuven – Voorburg: Acco, 2005; 22006; 32009; 42012; 52013; 62017 (ISBN 90-334-5955-8)
- Mijn geloof als bijbelwetenschapper? Een broos en eerlijk antwoord, Halewijn, 2017